# Mosca (barba)

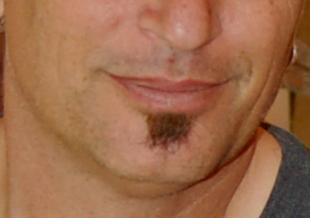
Esempio di mosca

La mosca o moschetto è una piccola porzione di peli sul viso che crescono tra la parte inferiore del labbro e la parte superiore del mento.
È divenuta assai nota e popolare negli anni '50 e '60, quando si trattava di una tipologia di barba sul viso comune tra gli uomini afro-americani, in particolare tra i jazzisti. Diventò popolare tra i beatnik, gli artisti e coloro che frequentavano la scena jazz e si trasferivano in circoli letterari e artistici. I trombettisti jazz in particolare preferivano il pizzetto al moschetto per il maggiore comfort che offriva quando utilizzavano e suonavano la tromba. Altri fanno risalire l'origine di tale moda di taglio di barba però già nel Medioevo; la utilizzavano, fra gli altri, anche William Shakespeare e Vlad III di Valacchia.In età medioevale la si portava o coi baffi o con il pizzo, mentre il pizzetto alla Geoffrey Chaucer prevedeva l'unione di baffi mosca e pizzo. Nel Seicento invece la mosca si portava rigorosamente insieme a baffi arricciati, personaggi come Luigi XIII, Richelieu ecc. ne sono un valido esempio. Mentre il Settecento e l'Ottocento la dimenticano, nel Novecento diverrà popolare tra le band musicali giovanili della fine degli anni '90. Cade in disuso a metà anni 2000.